# Basant Hassan
Basant Mosaad Mohamed Hassan (* 30. September 1993) ist eine ägyptische Hochspringerin.

## Sportliche Laufbahn
Erste internationale Erfahrungen sammelte Basant Hassan 2010 bei den Arabischen Juniorenmeisterschaften in Kairo, bei denen sie mit 1,76 m die Goldmedaille gewann. Zudem qualifizierte sie sich für die erstmals ausgetragenen Olympischen Jugendspiele in Singapur, bei denen sie mit 1,70 m den achten Platz belegte. Im Jahr darauf siegte sie bei den Juniorenafrikameisterschaften in Gaborone mit neuem Landesrekord von 1,81 m und erreichte bei den Afrikaspielen in Maputo mit übersprungenen 1,75 m den fünften Platz. Anschließend gewann sie bei den Arabischen Meisterschaften in al-Ain mit 1,73 m die Silbermedaille hinter der Marokkanerin Rhizlane Siba, wie auch bei den folgenden Panarabischen Spielen in Doha mit 1,76 m. 2012 belegte sie bei den Afrikameisterschaften in Porto-Novo mit 1,75 m Rang fünf und 2013 schied sie bei der Sommer-Universiade in Kasan mit 1,75 m in der Qualifikation aus.
2014 gewann sie bei den Afrikameisterschaften in Marrakesch mit 1,80 m die Silbermedaille hinter Siba und wurde Achte beim Continentalcup, der ebenfalls in Marrakesch stattfand. Im Jahr darauf siegte sie mit 1,75 m bei den Arabischen Meisterschaften in Manama und wurde bei den Afrikaspielen in Brazzaville mit einer Höhe von 1,70 m Neunte. Bei den Leichtathletik-Afrikameisterschaften 2016 in Durban gewann sie mit 1,79 m die Bronzemedaille hinter Lissa Labiche von den Seychellen und der Nigerianerin Doreen Amata und zwei Jahre später belegte sie bei den Afrikameisterschaften in Asaba mit 1,70 m Rang elf. 2019 gewann sie bei den Arabischen Meisterschaften in Kairo mit 1,76 m die Silbermedaille hinter ihrer Landsfrau Reham Hamdi Kamal. Ende August nahm sie zum dritten Mal an den Afrikaspielen in Rabat teil und belegte dort mit 1,70 m den neunten Platz.
2016 und 2019 wurde Hassan ägyptische Meisterin im Hochsprung.

## Persönliche Bestleistungen
- Hochsprung: 1,82 m, 13. April 2016 in Kairo (ägyptischer Rekord)
  - Hochsprung (Halle): 1,75 m, 11. Februar 2017 in Gent (ägyptischer Rekord)